# هرمان فليمنغ
هرمان فليمينغ (Herman Fleming؛ أسكاينن، 17 سبتمبر 1619 - استوكهولم، 28 سبتمبر 1673) سياسي فنلندي سويدي. كان بين عامي 1664-1669 حاكم فنلندا العام.
ولد هرمان فليمنغ لدى عائلة قصر لوهيساري إبناً للمستشار الامبراطوري والأميرال كلاس فليمنغ (1592-1644) من زوجته آنا غورانسدوتر سناكبورغ. درس بين عامي 1637 و 1640 في جامعة أوبسالا، وفي عام 1640 ذهب في رحلة في الخارج. قضى سنتين في أمستردام. فاكتسب هناك معرفة وافية بالملاحة وبناء السفن. بالإضافة إلى ذلك، درس بجامعة ليدن، وسافر إلى فرنسا ودولة برابانت وفلاندرز وإيطاليا.
بعد اندلاع الحرب ضد الدنمارك في عام 1643 استدعاه والده للعودة إلى السويد. أصبح هرمان فليمنغ في سنة 1644 آمر سفينة ريجينا الحربية. في العام نفسه ، خاض مثل والده معركة بحرية قرب فيهمارن. أصبح هرمان فليمنغ أمير بحر في عام 1645. وفي عام 1650 تم تعيينه حاكماً عاماً على ستوكهولم.